# سوبر إن إي إس كلاسيك إديشن
سوبر إن إي إس كلاسيك إديشن (بالإنجليزية: Super NES Classic Edition)‏، وتسمى في النسخة اليابانية فاملي كمبيوتر كلاسيك إديشن (باليابانية: ニンテンドークラシックミニ スーパーファミコン)، هي منصة ألعاب فيديو مصغرة، وإعادة إصدار للجيل الثالث لألعاب نينتندو، وفرت نحو 26 لعبة، وسعر اللعبة 80 دولار أمريكي.

## وصلات خارجية
- الموقع الرسمي